# Вавкависк
Вавкависк или Волковиск (блр. Ваўкавыск; рус. Волковыск; пољ. Wołkowysk) град је у југозападном делу Републике Белорусије. Административни је центар Вавкавског рејона Гродњенске области.
Према процени из 2012. у граду је живело око 55.000 становника.

## Географија
Град Вавкависк смештен је у централном делу истоименог рејона, на обалама реке Рос. Удаљен је око 100 км југоисточно од административног центра области Гродна, односно око 15 км северно од варошице Рос.

## Историја
Насеље се у писаним изворима први пут помиње 1005. у Туравским летописима. Током средњег века било је то утврђење на граници између балтичких и словенских племена, а кроз ансеље је пролазио древни трговачки пут којим је спајао насеља на обалама Црног и Балтичког мора.
Током XII века постаје центар истоимене кнежевине, а крајем XIII века и делом Велике Кнежевине Литваније. Град су опустошили и до темеља разрушили Тевтонски витезови 1410. године
Вавкависк 1503. добија магдебуршко право и постаје слободан трговачки град. Након коначног распада Пољско-литванске државе 1795. улази у састав Руске Империје. Пролазак железнице кроз град 1885. позитивно се одразио на градску привреду и довео до подизања бројних фабрика. Крајем XIX века ту је живело преко 10.000 људи.
Током Првог светског рата град је био окупиран од стране Немачке, да би после рата припао Пољској (једно кратко време од јула до септембра 1920. у граду су биле трупе совјетске Црвене армије). У састав Белорусије (тада Белоруска ССР) улази 1939. године.
Током Другог светског рата био је под окупацијом Нацистичке Немачке (од 28. јуна 1941. до 14. јула 1944). Фашисти су у граду успоставили концентрациони логор и посебан гето за Јевреје, у којима је током окупације побијено око 20.000 људи.

## Демографија
Према процени, у граду је 2012. живело 43.886 становника.
| 1979.  | 1989.  | 1999.  | 2009.  | 2012.  |
| ------ | ------ | ------ | ------ | ------ |
| 29.074 | 40.374 | 40.374 | 44.167 | 43.886 |

## Међународна сарадња
Град Вавкависк има потписан уговор о међународној сарадњи са:
- Сједлице, Пољска[2]